# Portret van mijn vrouw. De schilderes Anna Ancher
Het Portret van mijn vrouw. De schilderes Anna Ancher (Deens: Portræt af min hustru. Malerinden Anna Ancher) is een schilderij van Michael Ancher uit 1884. Het maakt sinds 1892 deel uit van de collectie van Den Hirschsprungske Samling in Kopenhagen.

## Voorstelling
Op het levensgrote schilderij staat de zwangere Anna Ancher statig voor de open deur van hun eerste huis, kijkend in de verte. In de deuropening staat de jachthond van haar echtgenoot. Het dier, traditioneel een symbool voor trouw, kijkt aandachtig naar haar buik. Met haar rechterhand houdt ze een paar handschoenen vast. Aan een van haar vingers is een trouwring te zien. 
Hoewel het schilderij in de eerste plaats bedoeld was als een eerbetoon aan zijn vrouw Anna en hun nog ongeboren kind, kan het niet los worden gezien van de trend in de Europese schilderkunst van die tijd om portretten op volle lengte te maken. De vrouw van de kunstenaar was daarbij een populair onderwerp. Een ander voorbeeld uit Denemarken is het portret dat Laurits Andersen Ring van zijn eveneens zwangere echtgenote maakte.

## Geschiedenis
Ancher maakte een eerste schets voor het schilderij in de zomer van 1883, toen zijn vrouw zwanger was van hun enige kind, Helga, dat in augustus van dat jaar geboren zou worden. Het schilderij zelf kwam pas in 1884 gereed.
P.S. Krøyer legde op een eigen schilderij vast hoe zijn vriend Michael Ancher werkte aan het portret van zijn vrouw. Krøyer en Ancher maakten beiden deel uit van de Skagengroep. Michael Ancher schildert het portret van Anna, staande in de deur, was een van Krøyers eerste pastelwerken.  
Het schilderij werd in 1884 in Kopenhagen tentoongesteld en veroorzaakte daar enige opschudding. Een deel van het publiek vond het ongepast om een zwangere vrouw af te beelden. Krøyer schreef aan zijn vriend: "... het portret van je vrouw is bijzonder mooi en ingetogen (...), echt een nobel en prachtig portret. Het is nogal komisch dat het publiek beledigd is, vooral het vrouwelijke deel; het beledigt hun 'gevoel van bescheidenheid', is het niet geweldig?"

## Afbeeldingen

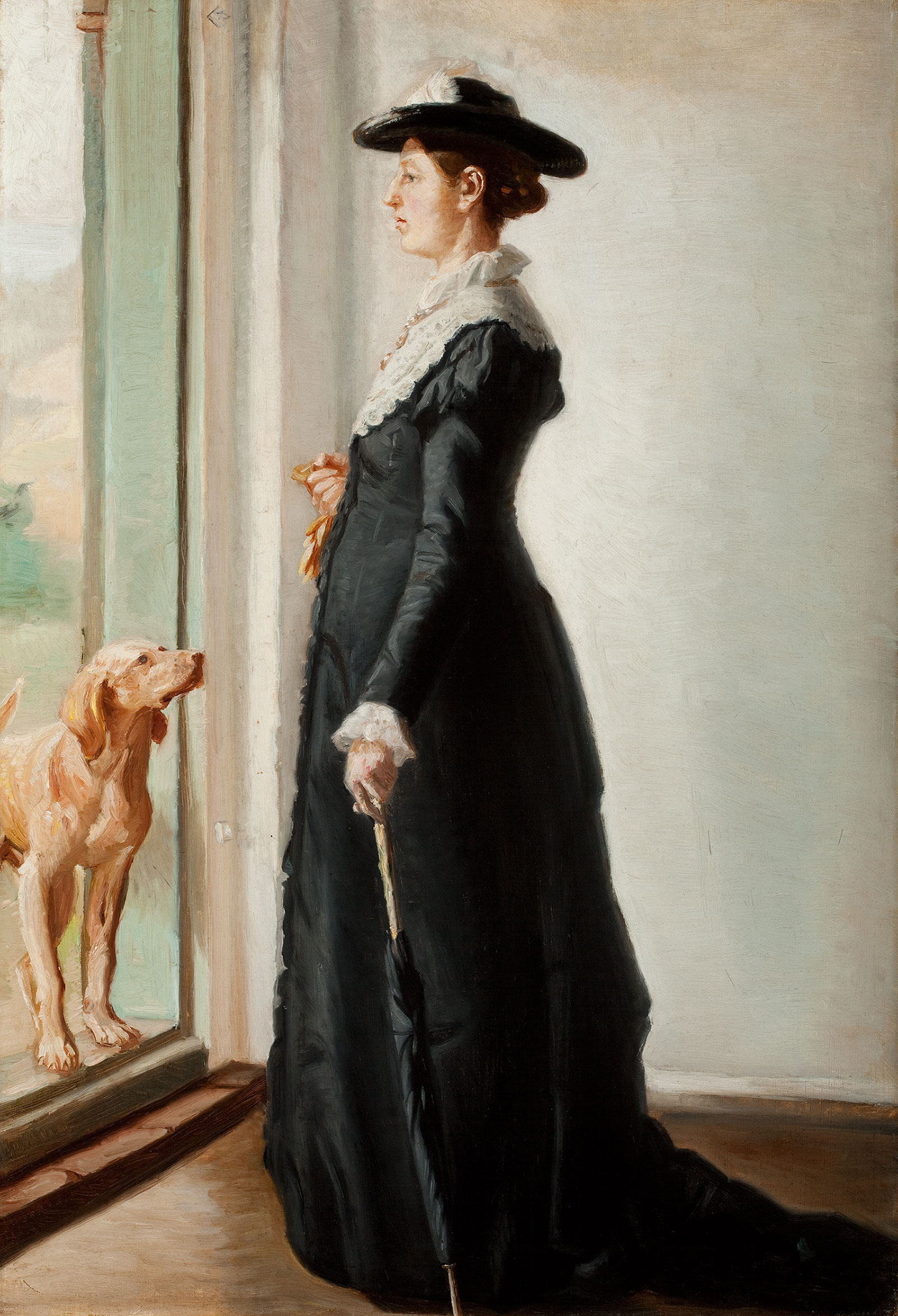
Olieverfschets
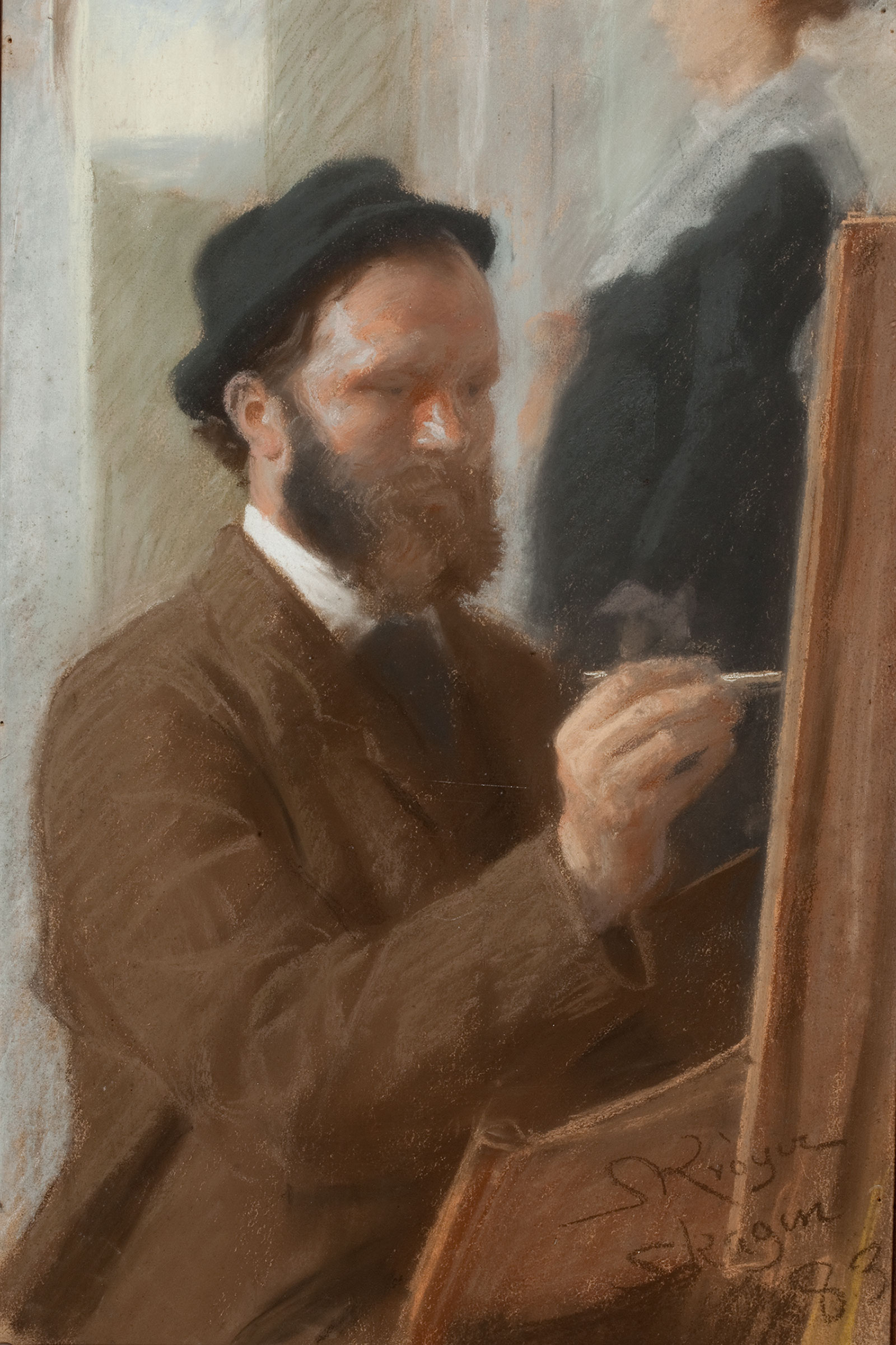
Michael Ancher schildert het portret van Anna, staande in de deur - Peder Severin Krøyer
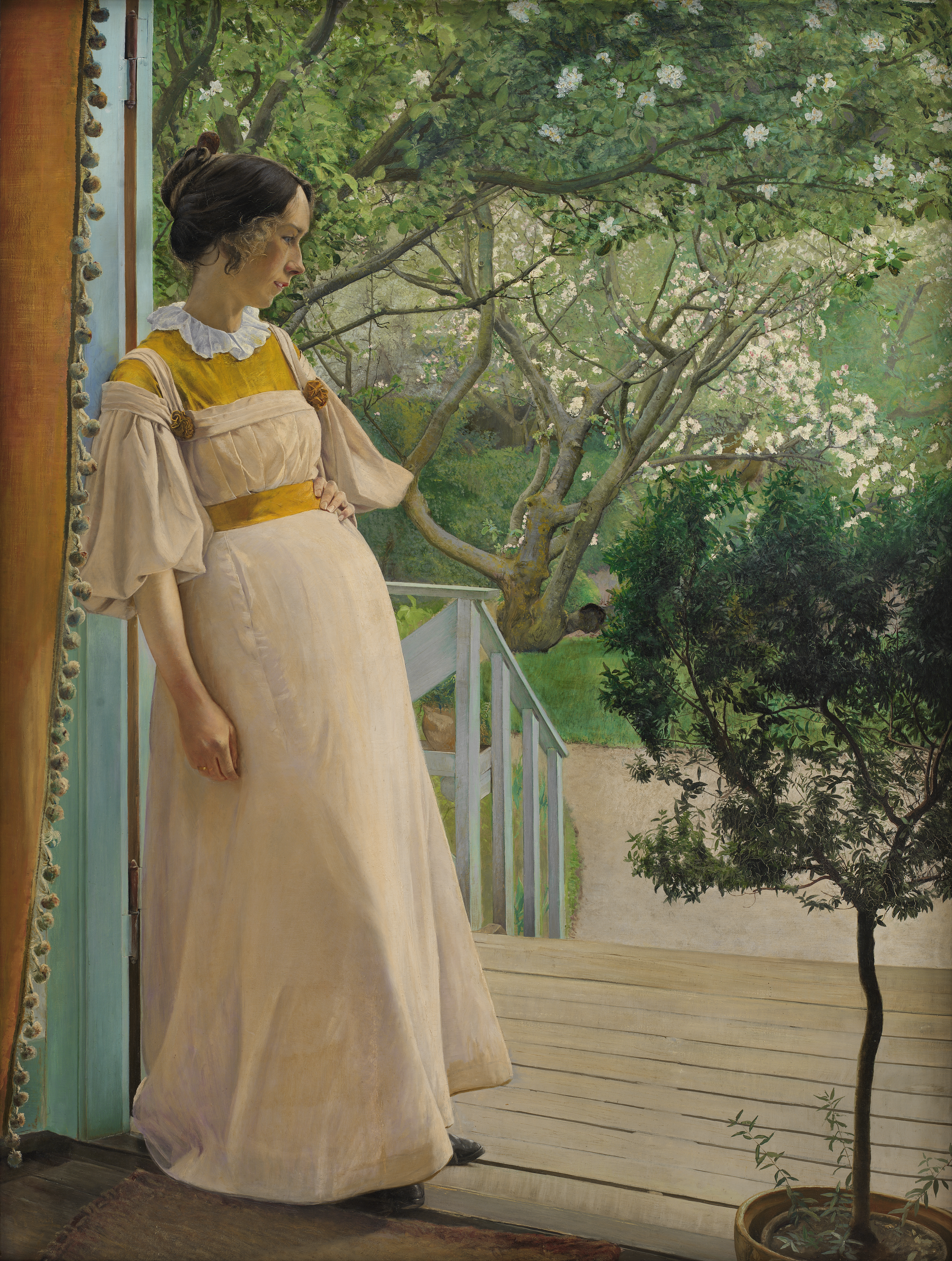
In de tuindeur. De vrouw van de kunstenaar - Laurits Andersen Ring